# Burgsitz von Elmeringhausen
Der Burgsitz von Elmeringhausen ist ein auch Haxthauser Hof genannter, abgegangener Burgmannensitz in Bad Lippspringe im Kreis Paderborn in  Nordrhein-Westfalen. Er befand sich 80 m nördlich der Kirche St. Martin an der Lippe.

## Beschreibung
Vom Aussehen des ersten Burgsitzes ist aus der historischen Überlieferung nur die Existenz eines Hauses und eines Bergfriedes bekannt. Eine Ausgrabung konnte 1992 von dieser ersten Phase nur eine Pfahlfundamentierung erfassen. Das renaissancezeitliche Gebäude bestand aus einem 26 m langen und mind. 10,50 und höchstens 14 m breiten Flügel. Im Osten wurde der Ansatz eines nicht ausgeführten Südflügels ergraben, an der Verbindungsstelle stand ein Treppenturm.

## Geschichte
Die Ministerialenfamilie von Elmeringhusen ist seit 1315 im Gebiet von Bad Lippspringe nachweisbar. 1328 bekleidete Bertold von Elmeringhusen das Amt eines Burgmanns auf Burg Lippspringe. Er und seine Nachkommen besaßen ein Haus und einen Hof in Lippspringe als Lehen des Paderborner Dompropstes. 1460 verpfändete Conrad von Elmeringhusen für 20 Gulden, die er zur Verbesserung des Bergfrieds benötigte, eine Rente. Mit ihm starb die Familie aus, ihr Erbe ging an die verwandte Familie von Haxthausen. Bei einer Besitzteilung um 1500 gelangte der Burgsitz in Lippspringe an die sogenannte schwarze Linie des Geschlechts. Diese bewohnte den Besitz nicht selbst, er wurde verpachtet oder als Witwensitz verwendet. 1547 ist bei einer Verpachtung des Besitzes von einem „alten Haus“ die Rede, dessen Steine der neue Pächter zum Bau eines neuen Hauses verwenden könne.1584 übernahm nach dem Aussterben der schwarzen Linie die weiße Linie den Besitz. Hermann von Haxthausen baute an dem Ort des Burgsitzes 1596 einen standesgemäßen neuen Wohnsitz im Stil der Weserrenaissance, der 1813 an bürgerliche Hände verkauft wurde. Anschließend scheint er abgerissen worden zu sein, denn im Urkataster von 1828 ist er nicht mehr verzeichnet.